# Can Barbeta
Can Barbeta és un edifici d'Arenys de Munt (Maresme) inclòs a l'Inventari del Patrimoni Arquitectònic de Catalunya.

## Descripció
Es tracta d'una casa de planta baixa i dos pisos, amb masoveria a la cantonada. A la planta baixa hi ha la porta d'entrada en un costat, allindada i de pedra. Al costat hi ha una finestra amb reixes. Al primer pis hi ha dos balcons i al segon hi ha una finestra de pedra, dentada i tres obertures d'arc de mig punt que fan de galeria. La coberta és a dues aigües. Ha sofert algunes transformacions. Antigament devia tenir l'era davant; ara hi passa el camí.